# Винкс (1. сезона)
Прва сезона анимиране телевизијске серије Винкс се емитовала од 28. јануара до 26. марта 2004. године, која се састоји од 26 епизода. Серију је створио Иђинио Страфи, који је такође деловао као извршни продуцент и редитељ сезоне. Сезона је имала премијеру у августу 2007. на ТВ каналу РТС 1 у Србији и касније се емитовала на ТВ каналу Ултра. Дистрибутер српске синхронизације је предузеће Luxor Co. и синхронизацију је радио студио Loudworks. Luxor Co. је целу сезону објавио као DVD додатак уз часопис Boomerang. Првих 15 епизода је објавио на пет DVD издања, након чега је цела сезона објављена на шест DVD издања.
Сезона се врти око Блум, шеснаестогодишње девојке са Земље која открива да има магичне способности док се уписује у школу за виле Алфеа. Заједно са новооткривеном пријатељицом Стелом, седамнаестогодишњом вилом, Блум упознаје своје цимерке Флору, Мјузу и Техну. Заједно чине клуб Винкс. Током својих авантура постају добре пријатељице и упознају неке дечаке из друге школе која се зове Црвена фонтана, али такође сусрећу и неке противнике, укључујући трио вештица званих Трикс.
У фебруару 2011, власник ТВ канала Nickelodeon, Viacom, постао је сувласник студија Rainbow. Rainbow и Nickelodeon Animation Studio су продуцирали оживљну серију Винкс, која је започела са четири телевизијска специјала који препричавају прве две сезоне оригиналне серије. Прва три специјална дела резимирала су радњу прве сезоне новом анимацијом.

## Радња
Прича почиње на Земљи, у малом граду Гарденија, где Блум, обична девојка, живи обичан живот док једног дана не упозна вилу Стелу и спознаје своје моћи када случајно спашава Стелу од огра који ради за зле вештице. Блум се тада опрашта од својих родитеља, Ванесе и Мајка (за које касније сазнаје да јој нису биолошки родитељи) и одлази у град Меџикс, који се налази у Магичној Димензији где крене да похађа магичну школу за виле Алфеа. Стела упознаје Блум са Меџиксом и Алфеом. Ту Блум упознаје своје пријатељице са којима ће делити собу: Флору, Мјузу и Техну. Оне, по Блумином предлогу, оснивају групу са именом Винкс. Касније упознају и мајсторе магије, који постају њихови љубавни интереси: Скаја, Брендона, Ривена и Тимија. У овој сезони виле се боре против злих вештица, такозваних Трикс: Ајси, Дарси и Сторми. Блум полако открива своју прошлост и преко снова упознаје своју сестру Дафне, која ју је спасила од три Античке вештице, тако што ју је одвела на Земљу. Њени биолошки родитељи су у ствари краљ и краљица Домина, Орител и Марион. Касније Трикс узимају Блумину моћ Змајеве ватре и освајају магичну школу за вештице, Мрачни торањ. У финалној бици, упућују се ка Алфеи са намером да победе Винкс, али Блум на језеру Рокалуче враћа своју снагу и побеђује Трикс вештице заједно са својим пријатељицама.

## Улоге
| Улога          | Српски глас         |
| -------------- | ------------------- |
| Блум           | Јелена Стојиљковић  |
| Стела          | Мариана Аранђеловић |
| Флора          | Александра Ширкић   |
| Мјуза          | Бојана Стефановић   |
| Техна          | Наташа Балог        |
| Дафни          | Јована Мишковић     |
| Ајси           | Ана Марковић        |
| Дарси          | Софија Јеремић      |
| Сторми         | Јована Мишковић     |
| Скај           | Милан Антонић       |
| Брендон        | Марко Марковић      |
| Ривен          | Радован Вујовић     |
| Тими           | Жељко Алексић       |
| Фарагонда      | Наташа Балог        |
| Гризелда       | Ана Марковић        |
| Визгиз         | Милан Антонић       |
| Паладијум      | Жељко Алексић       |
| Дуфорова       | Софија Јеремић      |
| Барбатеа       | Софија Јеремић      |
| Офелија        | Мариана Аранђеловић |
| Сфоглија       | Милан Антонић       |
| Грифин         | Мариана Аранђеловић |
| Саладин        | Марко Марковић      |
| Кодаторта      | Марко Марковић      |
| Мајк           | Радован Вујовић     |
| Ванеса         | Ана Марковић        |
| Мици           | Софија Јеремић      |
| Ерендор        | Милан Антонић       |
| Самара         | Мариана Аранђеловић |
| Дијаспро       | Ана Марковић        |
| Мирта          | Јована Мишковић     |
| Луси           | Александра Ђурић    |
| Амарил         | Софија Јеремић      |
| Франсин        | Мариана Аранђеловић |
| Емили          | Александра Ширкић   |
| Присила        | Мариана Аранђеловић |
| Луна (ученица) | Јелена Стојиљковић  |
| Ортензија      | Софија Јеремић      |
| Франсин        | Наташа Балог        |
| Алга           | Ана Марковић        |
| Лусиз          | Александра Ширкић   |

## Епизоде
| Бр. еп. (укупно) | Бр. еп. (у сезони) | Наслов                    | Датум емитовања у Италији | Датум емитовања у Америци |
| ---------------- | ------------------ | ------------------------- | ------------------------- | ------------------------- |
| 1                | 1                  | Неочекивани догађај       | 28. јануар 2004.          | 19. јун 2004.             |
| 2                | 2                  | Добродошли у Меџикс       | 30. јануар 2004.          | 26. јун 2004.             |
| 3                | 3                  | Алфија — школа за виле    | 2. фебруар 2004.          | 3. јул 2004.              |
| 4                | 4                  | Црна мочвара              | 4. фебруар 2004.          | 10. јул 2004.             |
| 5                | 5                  | Састанак са пропашћу      | 6. фебруар 2004.          | 17. јул 2004.             |
| 6                | 6                  | Задатак: Мрачни торањ     | 9. фебруар 2004.          | 24. јул 2004.             |
| 7                | 7                  | Пријатељи у невољи        | 11. фебруар 2004.         | 31. јул 2004.             |
| 8                | 8                  | Растурено пријатељство    | 13. фебруар 2004.         | 7. август 2004.           |
| 9                | 9                  | Изневерена                | 16. фебруар 2004.         | 14. август 2004.          |
| 10               | 10                 | Тест                      | 18. фебруар 2004.         | 21. август 2004.          |
| 11               | 11                 | Чудовиште и врба          | 20. фебруар 2004.         | 28. август 2004.          |
| 12               | 12                 | Мис Меџикса               | 23. фебруар 2004.         | 4. септембар 2004.        |
| 13               | 13                 | Велика тајна је откривена | 25. фебруар 2004.         | 11. септембар 2004.       |
| 14               | 14                 | Блумина тајна             | 27. фебруар 2004.         | 18. септембар 2004.       |
| 15               | 15                 | Поштење изнад свега       | 1. март 2004.             | 25. септембар 2004.       |
| 16               | 16                 | Црна магија               | 3. март 2004.             | 2. октобар 2004.          |
| 17               | 17                 | Брендонова тајна          | 5. март 2004.             | 9. октобар 2004.          |
| 18               | 18                 | Извор змајеве ватре       | 8. март 2004.             | 16. октобар 2004.         |
| 19               | 19                 | Пад Меџикса               | 10. март 2004.            | 23. октобар 2004.         |
| 20               | 20                 | Мисија Домино             | 12. март 2004.            | 30. октобар 2004.         |
| 21               | 21                 | Круна из снова            | 15. март 2004.            | 6. новембар 2004.         |
| 22               | 22                 | Мрачни торањ              | 17. март 2004.            | 13. новембар 2004.        |
| 23               | 23                 | Моћна игра                | 19. март 2004.            | 20. новембар 2004.        |
| 24               | 24                 | Напад вештица             | 22. март 2004.            | 27. новембар 2004.        |
| 25               | 25                 | Изазов                    | 24. март 2004.            | 4. децембар 2004.         |
| 26               | 26                 | Коначна битка             | 26. март 2004.            | 11. децембар 2004.        |